# Cantinflas
Cantinflas, pseudonimo di Fortino Mario Alfonso Moreno Reyes (Città del Messico, 12 agosto 1911 – Città del Messico, 20 aprile 1993), è stato un comico e attore messicano.
La sua più nota interpretazione è quella di Passepartout nel film del 1956 Il giro del mondo in 80 giorni, per la quale ricevette un Golden Globe.

## Biografia
Nato a Santa Maria la Redonda, ma cresciuto a Tepito, quartiere di Città del Messico, nel 1930 iniziò la sua attività di comico in tende da circo, le carpas, attorno e nella Città del Messico, interpretando personaggi presi dalle classi popolari messicane. A metà degli anni '30, Cantinflas conobbe il produttore russo Jacques Gelman e in seguito si mise in società con lui per formare la propria casa di produzione cinematografica. Gelman si incaricava della produzione, direzione e distribuzione, mentre Cantinflas si esprimeva nella recitazione.
Cantinflas debuttò nel 1936 nella pellicola No te engañes corazón che ricevette scarsa attenzione. Nel 1939 inaugurò la Posa Films, producendo dei cortometraggi che gli permisero di sviluppare ulteriormente il personaggio di Cantinflas. Nel 1940 divenne una stella dopo aver girato il film Ahí está el detalle. La frase che diede il suo nome al film divenne il suo principale tormentone per il resto della sua carriera. Il film ebbe successo nell'intera America Latina e venne riconosciuto dalla rivista messicana Somos come una delle dieci più grandi produzioni del Messico.
Nel 1941 ebbe il ruolo di un agente di polizia nel film El gendarme desconocido. Lì cominciava a distinguersi dal tipico "peladito" (senza soldi) degli anni '20 e il suo personaggio si trasformava da quello del poveraccio a quello di poliziotto di quartiere, un po' cialtrone e ridicolo ma dal cuore d'oro. La natura politica della retorica qualunquista del "cantinflismo" facilitava il passaggio a nuovi personaggi. In seguito avrebbe interpretato il ruolo dell'investigatore Agente 777 e fu ringraziato e onorato pubblicamente da quasi tutte le forze di polizia dell'America Latina per la sua immagine positiva nell'applicazione della legge.
Il 2 febbraio 1957 fu testimone di nozze ad Acapulco ad entrambi gli sposi, l'attrice Elizabeth Taylor e il produttore Mike Todd.

## Filmografia parziale

### Attore

#### Cinema
- No te engañes corazón, regia di Miguel Contreras Torres (1937)
- ¡Así es mi tierra!, regia di Arcady Boytler (1937)
- Águila o sol, regia di Arcady Boytler (1938)
- El signo de la muerte, regia di Chano Urueta (1939)
- Ahí está el detalle, regia di Juan Bustillo Oro (1940)
- Ni sangre, ni arena, regia di Alejandro Galindo (1941)
- El gendarme desconocido, regia di Miguel Delgado (1941)
- Carnaval en el trópico, regia di Carlos Villatoro (1942)
- Cantinflas e i tre moschettieri (Los tres mosqueteros), regia di Miguel Delgado (1942)
- El circo, regia di Miguel Delgado (1943)
- Romeo y Julieta, regia di Miguel Delgado (1943)
- Gran Hotel, regia di Miguel Delgado (1944)
- Un día con el diablo, regia di Miguel Delgado (1945)
- Soy un prófugo, regia di Miguel Delgado (1946)
- ¡A volar joven!, regia di Miguel Delgado (1947)
- El supersabio, regia di Miguel Delgado (1948)
- El mago, regia di Miguel Delgado (1949)
- El portero, regia di Miguel Delgado (1950)
- El siete machos, regia di Miguel Delgado (1951)
- Si yo fuera diputado, regia di Miguel Delgado (1952)
- El bombero atómico, regia di Miguel Delgado (1952)
- Bella, la salvaje, regia di Raúl Medina e Roberto Rey (1953)
- El señor fotógrafo, regia di Miguel Delgado (1953)
- Caballero a la medida, regia di Miguel Delgado (1954)
- Giù il sipario! (Abajo el telón), regia di Miguel Delgado (1955)
- Il giro del mondo in 80 giorni (Around the World in 80 Days), regia di Michael Anderson (1956)
- El bolero de Raquel, regia di Miguel Delgado (1957)
- Ama a tu prójimo, regia di Tulio Demicheli (1958)
- Sube y baja, regia di Miguel Delgado (1959)
- Pepe, regia di George Sidney (1960)
- El analfabeto, regia di Miguel Delgado (1961)
- El extra, regia di Miguel Delgado (1962)
- Agente XU 777, regia di Miguel Delgado (1963)
- El padrecito, regia di Miguel Delgado (1964)
- El señor doctor, regia di Miguel Delgado (1965)
- Su Excelencia, regia di Miguel Delgado (1967)
- Por mis pistolas, regia di Miguel Delgado (1968)
- Un Quijote sin mancha, regia di Miguel Delgado (1969)
- The Great Sex War, regia di Norman Foster (1969)
- El profe, regia di Miguel Delgado (1971)
- Don Quijote cabalga de nuevo, regia di Roberto Gavaldón (1973)
- Conserje en condominio, regia di Miguel Delgado (1974)
- El ministro y yo, regia di Miguel Delgado (1976)
- El patrullero 777, regia di Miguel Delgado (1978)
- El barrendero, regia di Miguel Delgado (1982)

### Doppiatore
- Cantinflas - serie animata, episodio 1x01 (1979) - Cantiflas

## Riconoscimenti

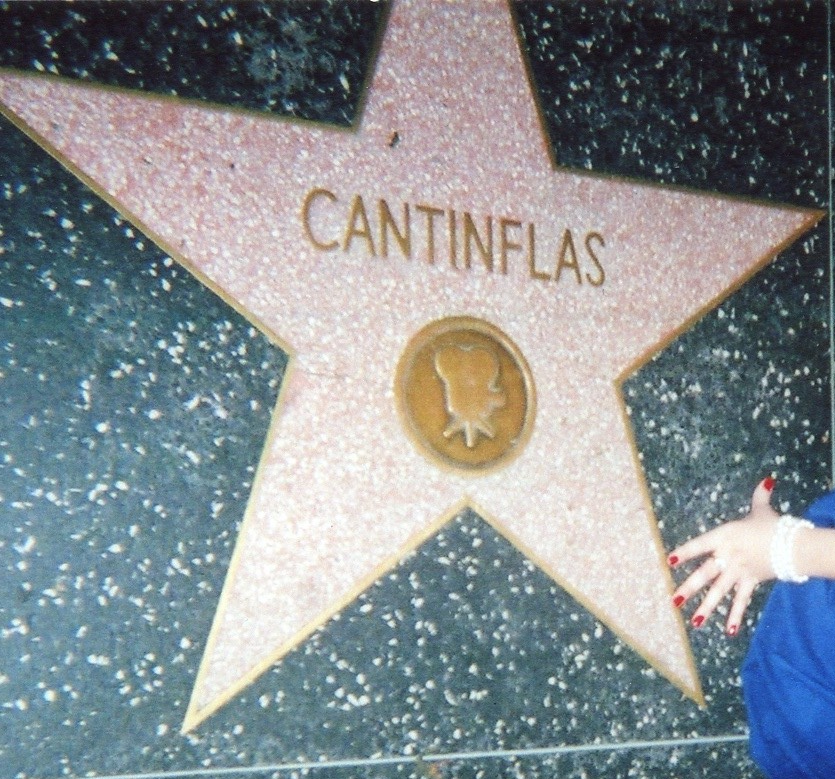
Stella con il nome di Cantinflas nella Hall of Fame di Hollywood

## Libri
- (ES) Su Excelencia, Finisterre, 1969, ISBN non esistente.